# أويفيند سورينسن
أويفيند سورينسن (بالنرويجية البوكمول: Øyvind Sørensen)‏ هو رسام توضيحي نرويجي، ولد في 29 أبريل 1887، وتوفي في 11 أكتوبر 1962.